# C. W. Stoneking
Christopher William Stoneking est un guitariste, banjoïste, chanteur et auteur-compositeur blues australien.
Né en mars 1974 à Katherine en Territoire du Nord de parents américains, Stoneking a publié trois albums : King Hokum,, Jungle Blues et Gon' Bongaloo.

## Biographie
Christopher William Stoneking fut élevé par son père, l'écrivain et professeur Billy Marshall Stoneking dans la Communauté Aborigène de Papunya, (Territoire du Nord) jusqu'à l'âge de 9 ans, en 1983, lorsqu'ils déménagèrent à Balmain, dans la banlieue de Sydney. Il se mit à la guitare à l'âge de 11 ans, et forma son premier groupe à 13 ans. En 1991, il donnait des représentations de style prewar blues ; en 1995, il déménagea de Sydney pour le Victoria (vers la commune rurale de  Naroghid), puis finalement en 1997 à Melbourne, année du début de sa carrière de guitariste et chanteur blues soliste. En 1998, il forme son groupe The Blue Tits : contrebasse, clarinette et mandoline, et lui à la guitare et au chant. The Blue Tits existera jusqu'à la mort du mandoliniste. Il poursuit une carrière de concert en solitaire, enregistrant en 2005 King Hokum.
En 2006, l'album de Stoneking King Hokum est élu Album de l'année par l'animateur de radio nationale Tim Ritchie, présentateur de la tranche matinale Breakfast.
L'album King Hokum fut nommée pour Meilleur Album Blues/Roots en 2007 lors de la remise des ARIA Awards et remporta le AIR Award du Meilleur disque de Blues Indépendant.
En 2008, Stoneking enregistre Jungle Blues, second album original, sélectionné dans les catégories Meilleur Album Indépendant, Meilleur Album Blues/Roots, Meilleur Artiste Masculin et Meilleure Pochette d'Album par le jury des ARIA Awards en 2009,.
Stoneking réside toujours à Melbourne, et a fondé un nouveau groupe, le Primitive Horn Orchestra.

## Discographie

### Albums
les dates de sortie sont celles du pays d'origine
- C.W. Stoneking (1998)
- C.W. Stoneking & The Blue Tits (live) - Label indépendant (1999)
- Mississippi & Piedmont Blues 1927-1941 - King Hokum Records (2006)
- King Hokum - Low Transit (LTID038) (2 septembre 2006)
- Jungle Blues - King Hokum Records (KHR02) (20 octobre 2008)
- Gon' Boogaloo - King Hokum Records (KHR03) (17 octobre 2014 en Australie, 27 octobre 2014 dans le Monde)

### Contributions
- Hiram and Huddie - Vol. 1 & 2 - Hillgrass Bluebilly Records (3 March, 2009) ("In New Orleans")